# 湯英伸事件
湯英伸事件是發生在1986年的台灣社會案件。鄒族原住民湯英伸因為不滿漢人雇主強迫工作，殺害雇主和其家人，之後被判處死刑，引起台灣社會對原住民議題的討論。

## 生平
湯英伸（1967年7月26日—1987年5月15日），是臺灣原住民鄒族人，前阿里山鄉鄉長湯保富之子，叔公湯守仁。
湯英伸曾就讀嘉義師專，後因故休學。1986年初，為負擔家計，從吳鳳鄉（今阿里山鄉）特富野前往臺北市謀職，他根據報紙上的西餐廳徵人廣告前往應徵，但不料該餐廳的真面目是求職介紹所，誤入求職陷阱的湯英伸被介紹到位在臺北市新生北路二段137巷49號的「翔翔電腦乾洗店」工作，並且欠下介紹費3500元，又遭到雇主扣留身分證，還被迫超時工作。1月25日，工作九天後，湯英伸酒後與雇主發生衝突，殺害了雇主夫妻和他們二歲大的女兒，一共三人。湯英伸犯案後前往警局投案，因殺人罪被判處死刑定讞。
因此案涉及原住民遭到漢族欺壓、歧視和剝削等敏感問題，而引發時任天主教花蓮教區單國璽主教為首的社會各界聲援湯英伸，並且向總統蔣經國請願，希望能夠「槍下留人」，但最後仍於1987年5月15日執行槍決，當年他才19歲10個月。執行槍決時他拒絕法醫為他施打麻醉藥，因為他說「自己罪有應得、所以必須接這個刑痛」。

## 後續影響
湯英伸死後，台灣原住民的權益才得到重視，原住民甚至漢人知識份子普遍有了覺醒，學界開始討論吳鳳神話造成對鄒族人的歧視。1988年（民國七十七年）一群原住民青年在林宗正牧師與黃昭凱等人的率領下破壞嘉義車站前的吳鳳銅像。社會開始正視原住民就業政策、輔導等問題後。湯英伸所屬的「曹族」最後被還原正名為「鄒族」，原居地「吳鳳鄉」亦於1989年3月1日正名為阿里山鄉。他父親湯保富後當選阿里山鄉鄉長，並連任為阿里山鄉第13任及14任鄉長。

## 判決過程
根據起訴書記載，湯英伸於翔翔洗衣店工作，因長期深夜工作加上雇主甚至未告知薪水額度，使他非常想辭職。其後湯英伸和親戚飲酒後返回洗衣店，卻在深夜再次被雇主叫起來工作。湯英伸一怒之下向雇主辭職並要求索回由雇主扣押的身分證，雇主拒絕，並說湯英伸的薪水還無法還清他對雇主的借款，兩人衝突越演越烈，從口角演變成打鬥。湯英伸在過程中拿起拔釘器打向雇主後腦與臉部，聽到打鬥聲趕來的雇主妻子同樣被湯英伸以拔釘器擊中臉部。其後，湯英伸為避免自己的殺人行為被其他人發現，於是嘗試勒死雇主的幼女，並以重拳毆打。最後，湯英伸取走自己的身分證與皮夾內的現金後離開犯罪現場。
由於本案的犯行明確，比起討論湯英伸的行為是否合於殺人罪的要件，法院花較多篇幅探討量刑層次。一審法院認為湯英伸出自窮鄉僻壤，無法適應都市生活，為索回身分證而犯下重罪，雖有可憫之處，但法院話鋒一轉，認為被害人是湯英伸的雇主，平常待他不薄，湯英伸竟下狠手殺害雇主及幼女，足見其性情乖張且手段殘酷，應判處死刑與社會永久隔離。
湯英伸的律師嘗試提出兩個抗辯減刑，第一是湯英伸是自行投案，應適用刑法自首減刑的規定減刑。第二、湯英伸於案發時有喝酒，應鑑定其行兇時之精神狀況才能決定量刑額度。但二審法院否定上述主張，並認為在湯英伸到案前，員警已接獲報案，並初步依現場調查判斷湯英伸是兇手，湯英伸投案並不符自首要件中的「犯罪未經發覺」。其次，湯英伸酒後能回到店裡工作，並提出辭職的請求，犯後也知道清洗血跡與更換衣服，找回身分證並至親戚家躲藏，顯然未陷於精神耗弱，不符減刑事由。二審法院另強調湯英伸在師專就因為行為不檢被退學，工作八天後即不堪受苦而求去，顯然是自己不能吃苦，其行為並非一般雇主所能接受。湯英伸甚至只因為想拿回身分證就殘殺雇主全家，就算他尚未成年，犯刑仍屬兇狠毒辣，應判處死刑與世隔絕，維持原判。
其後最高法院雖然以高等法院未調查湯英伸的精神狀況為由發回更審，更審程序交由三軍總醫院鑑定後，認為湯英伸在壓力下雖易感到緊張，自我控制力也有問題，但他行兇當下並未有任何精神耗弱的現象，不符減刑事由。此外，湯英伸僅因索回身分證的細故殺雇主一家與幼女的行為，泯滅天良，縱使湯英伸並未成年，其惡行仍應判決死刑。
最高法院在審理後，也採取相同論點判決湯英伸死刑。

## 評論
- 時任參謀總長的郝柏村在1987年5月16日日記中紀錄「山地曹族青年湯英伸去年殺死其雇主一家三口，死刑確定，竟有黨外人士及部分宗教人士向總統（蔣經國）陳情，請求暫緩執行，總統深表不滿。此完全為一司法案件，必須依法處理，而且已於昨日執行，但《自立晚報》社長吳豐山為文，將湯案歸咎於社會，歸咎於政府未能妥善照顧山胞，並擬舉行座談會，顯然爲利用本案挑撥山胞對政府的向心。」[10]
- 當年時任教東海大學的蔣勳說：「湯英伸的案件，絕不是單純的刑事案件，多年來，達邦的曹（鄒）族背負了謀殺吳鳳的歷史罪名。謀殺吳鳳的歷史罪名，是這一個種族幾乎生下來就註定了《原罪》，長期來，在屈辱、犯罪的歷史情結下所受的壓抑，應該從文化、社會的觀點，重新省視湯英伸的案件。曹（鄒）族沒有殺吳鳳，如果湯英伸判死刑，便是『吳鳳殺人了』。」[11]

## 與他有關的文藝作品與法律討論
- 《人間雜誌》曾大幅報導此事，劇情片《赤腳天使》也改編自此事件。
- 前丘丘合唱團團長，音樂創作人邱晨，在當年替他尋求協助後，以他的故事為藍本，出版了一張音樂報導專輯「特富野」(飛碟唱片/1987 /UFO8747)，包括了湯英伸生前填詞的〈真想痛哭一場〉，及他親寫詞曲，獻予他女朋友的〈別離〉。[12]
- 西元1988年，蔣勳所著《傳說》一書中之一篇〈槍手與少年的對話——悼湯英伸〉。[13]
- 2009年，「一番玩藝自製體」推出了舞台劇《湯英伸，外國槍砲打台灣》（改編自作家張娟芬的專欄「殺戮的艱難」，由陳彥斌編劇及導演），以湯英伸的故事為主軸，質問「當下」原住民受到的社會待遇。[14]
- 公視學生劇展，柯汶利執導的《自由人》便是改編自此事件。
- 2017年，楊雅喆導演的電影《血觀音》，在戲中來自花東，又具原住民身分的馬師Marco，被影評人及網友指出，是影射此事件的主角。
- 2021年小說及2023年由小說改編的戲劇《八尺門的辯護人》，部份以此事件為基礎，作者將故事中的角色改為印尼移工。[15]

## 法律討論
- 國立交通大學科技法律研究所課程模擬憲法法庭作成的模憲字第三號判決，假想被告湯申的犯罪情節與背景皆與湯英伸十分相近，湯申和湯英伸的諧音更明確暗示這一點。而模擬憲法法庭在判決確定後快三十年宣告死刑違憲的見解，亦有為當年湯英伸鳴冤的強烈意涵[16]。